# Patrik Carlgren
Patrik Carlgren (Falun, 8 de enero de 1992) es un futbolista sueco que juega en la demarcación de portero para el F. C. Nantes de la Ligue 1.

## Selección nacional
Debutó con la selección de fútbol de Suecia el 10 de enero de 2016 en un partido amistoso contra Finlandia que finalizó con un resultado de 3-0 a favor del combinado sueco tras los goles de Emil Salomonsson, Melker Hallberg y de Emir Kujović. En el minuto 62 del encuentro fue sustituido por Jacob Rinne.

## Clubes
| Club            | País      | Año       | Partidos | Goles |
| --------------- | --------- | --------- | -------- | ----- |
| Falu FK         | Suecia    | 2009-2011 | 25       | 0     |
| IK Brage        | Suecia    | 2012-2013 | 23       | 0     |
| AIK Estocolmo   | Suecia    | 2013-2016 | 94       | 0     |
| FC Nordsjælland | Dinamarca | 2017      | 5        | 0     |
| Konyaspor       | Turquía   | 2017-2018 | 5        | 0     |
| Randers FC      | Dinamarca | 2018-2024 | 215      | 0     |
| F. C. Nantes    | Francia   | 2024-     | 7        | 0     |

## Palmarés

### Títulos nacionales
| Título            | Club       | País      | Año  |
| ----------------- | ---------- | --------- | ---- |
| Copa de Dinamarca | Randers FC | Dinamarca | 2021 |

### Títulos internacionales
| Título          | Club (*)      | País            | Año  |
| --------------- | ------------- | --------------- | ---- |
| Eurocopa sub-21 | Suecia sub-21 | República Checa | 2015 |

(*) Incluyendo la selección.